# Xiomy Kanashiro
Xiomy Alexandra Kanashiro Blas (Lima, 23 de enero de 1998) es una bailarina, exvoleibolista, personalidad de televisión y comunicadora peruana de ascendencia japonesa.  
Fue la bailarina principal de la agrupación femenina de cumbia peruana Alma Bella de Nílver Huárac, durante los años 2017-2024, además de ser conocida por sus participaciones en programas web y de la televisión peruana como presentadora y actriz cómica. 
En el ámbito deportivo, se ha desempeñado en el vóleibol, jugando la mayor parte de su carrera en el Club de Voley Universidad San Martín de Porres hasta su retiro en 2017.

## Biografía
Nació el 23 de enero de 1998 en Lima, bajo el nombre completo de Xiomy Alexandra Kanashiro Blas, proveniente de una familia de raíces nipo-peruanas y amazónicas. Es la hija del exfutbolista Christian Kanashiro, exjugador de los equipos de fútbol Universitario de Deportes, Unión Huaral y Deportivo Municipal durante los años 1990s.
Estudió la carrera de ciencias de la comunicación en la Universidad de San Martín de Porres. A lo paralelo, durante su etapa universitaria se ha desempeñado como voleibolista, jugando para el Club de Voley Universidad San Martín de Porres. Como voleibolista, ha participado en el Torneo Aelucoop 2016, consagrándose campeona de la Copa AELU de ese año, tras vencer 2-1 al Deportivo Jaamsa.
Kanashiro comenzó su carrera artística a mediados de los 2010 como modelo y anfitriona de eventos, mediante los problemas económicos que atravesaba para pagar sus estudios universitarios. Al poco tiempo, inicia su incursión en la música, integrándose a diferentes bandas musicales locales.
Tras aceptar la propuesta del productor musical y promotor de eventos Nílver Huárac, ingresa al elenco central del grupo femenino de cumbia peruana Alma Bella en el año 2017, en el cual se ha desempeñado como bailarina principal y a la vez, tomó el rol de coordinadora de las coreografías del dicho conjunto, llevándola así al estrellato.
A partir de esa época, se incursiona como presentadora de televisión, asumiendo la coconducción del programa televisivo Las calentitas de Willax Televisión en dupla con Huárac, sin dejar de lado a la agrupación. A principios de 2024, anuncia su retiro definitivo de Alma Bella después de seis años de actividad. Durante el periodo 2022-2023, Kanashiro fue conductora del programa musical web Contigo Perú por el canal digital Contigo TV.[cita requerida]
Al poco tiempo, Kanashiro anunció el estreno de su marca de ropa femenina Kanomy Store en 2023. A su vez, en ese año forma su propia orquesta Kanomy Band, desempeñándose en la actualidad como directora, animadora y bailarina principal, manteniéndose en el género musical de Alma Bella.
En el año 2024, se incluye al elenco principal del programa cómico web La casa de la comedia, bajo el rol de actriz cómica, compartiendo escena con los cómicos ambulantes y la presencia de otras personalidades del espectáculo como Luigui Carbajal, Dayanita, Michael «Pato» Ovalle, Danny Rosales, Leslie Moscoso, José Luis Ríos «Chikiplum», Alessandra Rivera y Lisandra Lizama dentro del reparto.
Durante el año 2024, prestó su colaboración como bailarina de la orquesta de la cantante Pamela Franco para algunas presentaciones en conciertos. En el año 2025, inicia su relación sentimental con el exfutbolista Jefferson Farfán.
En ese año, Kanashiro retoma su faceta televisiva, asumiendo la conducción de la revista semanal Zona musical de Panamericana Televisión al lado de Rosa Leyva y Jhoanny Vegas. Previo a ello, estuvo en negociaciones para presentar el espacio La movida de los sábados sin éxito en el mismo canal. Tras su regreso como presentadora, recibió elogios por parte de la cantante y bailarina Yahaira Plasencia, expareja de Farfán.
Seguidamente, en ese año, participa en la presentación del programa web ¿Ahora qué? para el canal TVmos+, compartiendo el rol con el actor cómico Carlos Vílchez, la celebridad de Internet Ángel Ramírez y el locutor radial Carloncho.

## Créditos

### Televisión
- Las calentitas (Willax Televisión; 2018-2019), copresentadora.
- Zona musical (Panamericana Televisión; desde 2025), presentadora.

### Programas web
- Contigo Perú (Contigo TV; 2022-2023), presentadora.
- La casa de la comedia (LCDLC; desde 2024), actriz cómica y parte del elenco.
- ¿Ahora qué? (TVmos+; desde 2025), presentadora.